# Strilkove

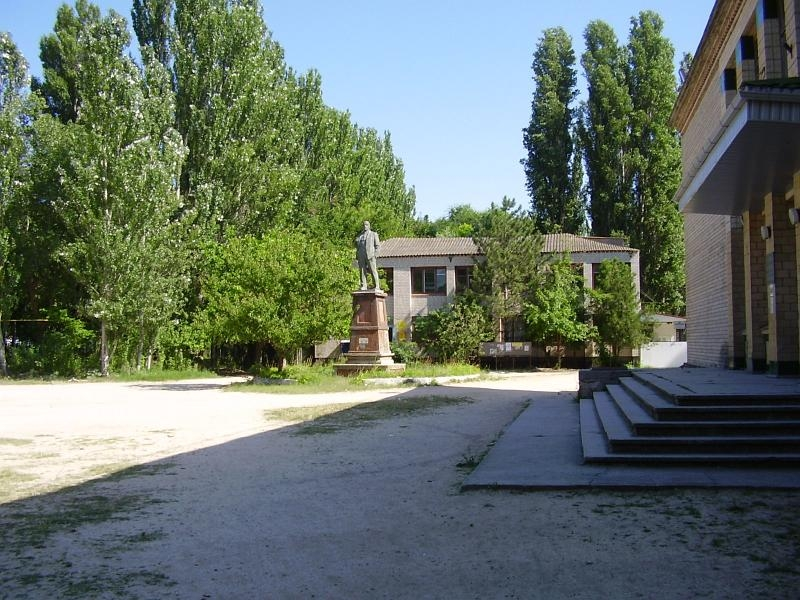
Praça central na vila.

Strilkove (ucraniano: Стрілкове, russo: Стрелковое, tártaro da Crimeia: Çoqraq) é uma vila ucraniana na região de Henichesk, no Oblast de Kherson. Em 2001, sua população era de 1.372 pessoas e era predominantemente de etnia russa. A vila se tornou um ponto focal na intervenção militar russa de 2014 na Ucrânia. A vila está localizada na Ponte terrestre de Arabat e faz parte geograficamente da Crimeia, mas fica sob a administração do Oblast de Kherson. Além disso, a vila também abrigava um centro de distribuição de gás estrategicamente importante para a península. Tropas russas ocuparam partes da vila, foi a primeira vez que tropas russas se mudaram para o Oblast de Kherson. Em dezembro de 2014, o Serviço de Guarda de Fronteira da Ucrânia declarou que as tropas russas começaram uma retirada de Kherson, terminando o impasse de nove meses, no entanto, embora as tropas russas tenham deixado todas as outras posições em Kherson, continuaram ocupando o posto de distribuição de gás localizado fora da cidade. Strilkove representa uma das poucas partes da Crimeia que está sob controle direto da Ucrânia.

## Geografia
A vila fica na parte norte da Ponte terrestre de Arabat, na península da Crimeia, embora Strilkove e a vila vizinha de Shchaslyvtseve não sejam reivindicadas como parte da República Autônoma da Crimeia. Está localizado a 8 km ao norte da fronteira da República da Crimeia, entre o mar de Azov, a leste, e o lago Sivash, a oeste; e fica a 32 km ao sul da cidade de Henichesk.

## História
Strilkove foi fundada em 1835 e, até 1945, foi nomeado Çoqraq ou Chokrak (Чокрак).
Durante a Crise da Crimeia, em 15 de março de 2014, aproximadamente às 13:30, algumas tropas aéreas russas (40 fuzileiros) avançaram na vila.

### Crise na Crimeia
A vila está localizada na Ponte terrestre de Arabat e faz parte geograficamente da Crimeia, no entanto, administrativamente, fica no Oblast de Kherson. Os pára-quedistas russos desembarcaram na vila durante a Crise da Crimeia de 2014, marcando a primeira vez que as forças russas avançaram para a Ucrânia continental antes que as tropas russas operassem apenas na República Autônoma da Crimeia. Os soldados declararam que perderam a zona de desembarque e desembarcaram na vila por acidente e começaram a se retirar para o terminal de distribuição de gás localizado perto da vila. A Ucrânia pela primeira vez durante o conflito colocou suas forças aéreas em alerta e o ar elevou sua própria unidade de paraquedistas para a área. As forças russas recuaram do centro da vila, mas mantiveram a ocupação do centro de distribuição de gás. As forças russas afirmaram que o centro de distribuição de gás pode ser vulnerável a um ataque terrorista e precisa ser protegido.
Em outubro de 2014, guardas de fronteira ucranianos e um batalhão de defesa territorial voluntário estão estacionados na vila. As forças russas mantêm uma companhia de 150 soldados, que também são apoiados por uma canhoneira. A área não sofreu nenhum conflito desde a aquisição russa das plataformas de gás perto da vila. No entanto, os guardas de fronteira são instruídos a não permitir a passagem de pessoas cujo passaporte russo foi emitido na Crimeia, bem como a inspecionar veículos quanto a possíveis contrabandos russos. A pequena força destacada para a vila também é designada para retardar um possível avanço das tropas russas em Kherson, enquanto o grande contingente de forças ucranianas está estacionado em Novooleksiivka e Henichesk, a cerca de 32 quilômetros ao norte ao longo da Ponte terrestre de Arabat. Em 9 de dezembro de 2014, os guardas de fronteira da Ucrânia informaram que as tropas russas começaram a se retirar do sul do Kherson Oblast, encerrando a ocupação de nove meses. Apesar da retirada das tropas russas ainda ocupam o centro de distribuição de gás fora da cidade, a Ponte terrestre de Arabat e as áreas Sivash da Crimeia são os territórios restantes da península que estão sob controle direto da Ucrânia.

## Galeria

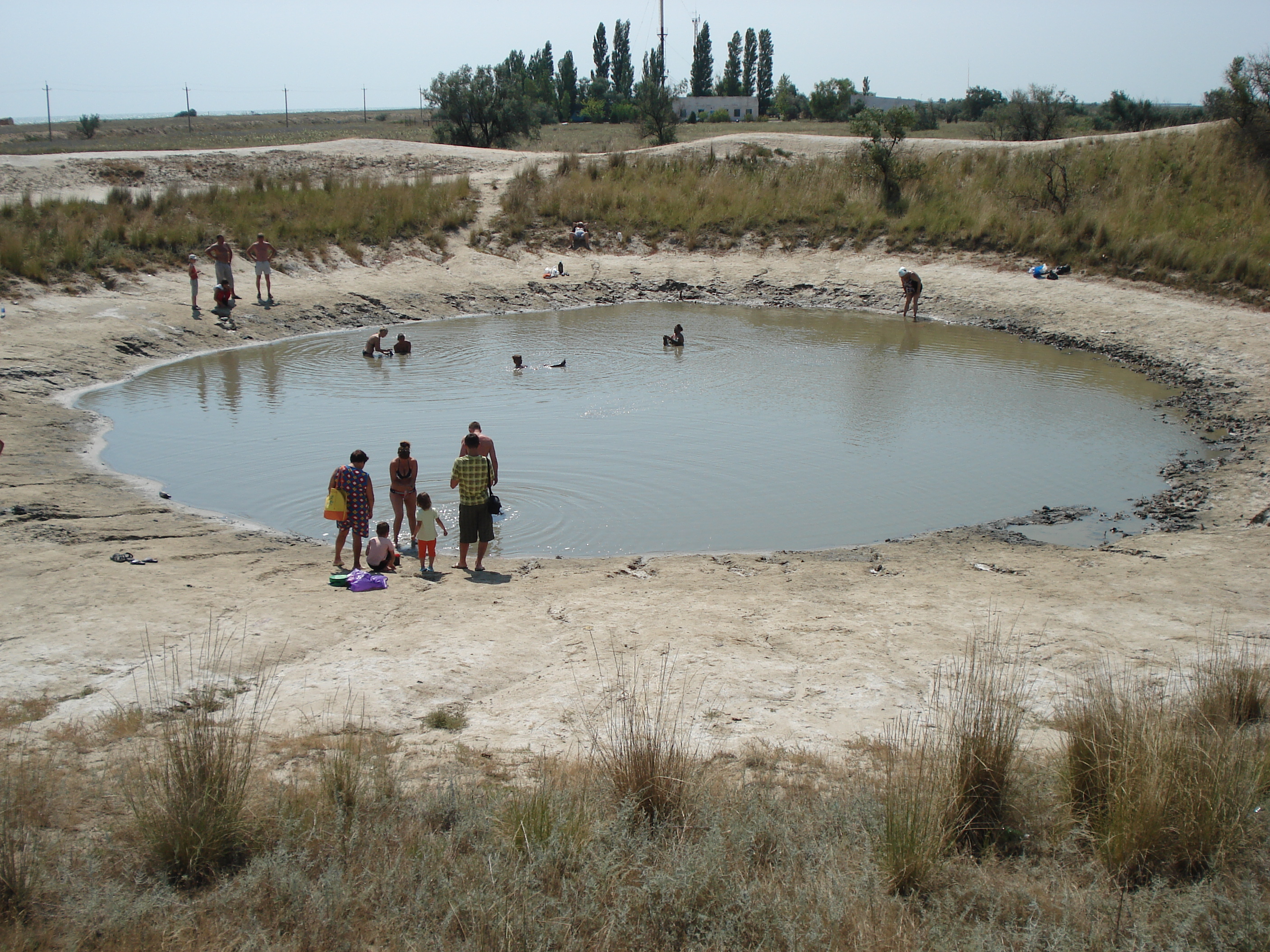
Fonte radônica
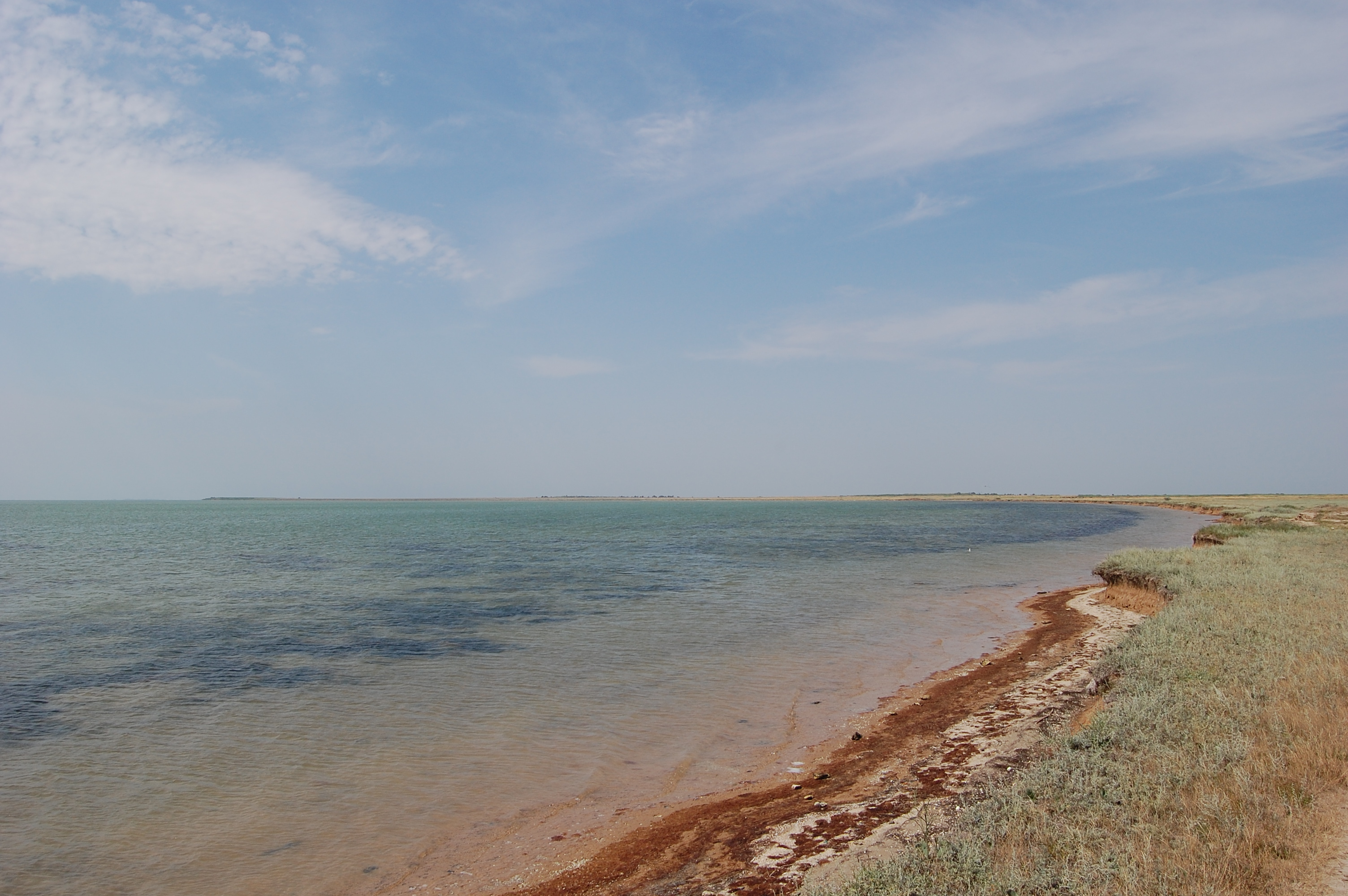
Uma praia de Sivash